# Victor Bordereau
Victor Bordereau (ur. 23 lutego 1985 w Reims) – francuski wioślarz.

## Osiągnięcia
- Mistrzostwa Świata Juniorów – Troki 2002 – czwórka bez sternika – 1. miejsce[1].
- Mistrzostwa Świata Juniorów – Ateny 2003 – ósemka – 5. miejsce[1].
- Mistrzostwa Świata U-23 – Amsterdam 2005 – ósemka – 9. miejsce[1].
- Mistrzostwa Świata U-23 – Hazewinkel 2006 – ósemka – 10. miejsce[1].
- Mistrzostwa Świata U-23 – Glasgow 2007 – czwórka ze sternikiem – 2. miejsce[1].
- Mistrzostwa Europy – Ateny 2008 – ósemka – 1. miejsce[1].